# Barraca G-03
La barraca G-03 és una barraca de vinya del municipi de Subirats (Alt Penedès), situada al Fondo de Mas Granada, de les muntanyes d'Ordal, al nord de la casa de la Cua Llarga, prop del poble d'Ordal.
És una construcció aixecada en pedra seca, adossada a un marge, de planta rodona, de mides 2,90 x 2,80 m i una alçada total de 1,70 m. El portal, de llinda plana, està orientat al sud-sud-est, és troncopiramidal, format amb llosses de pedra fina, té una alçada de 115 cm, un ample de 44 cm i un gruix de 65 cm. Va ser restaurada i desbrossada el 2023.
El codi utilitzat en la denominació d'aquesta barraca (lletra + número) procedeix d'un estudi realitzat per Araceli Soler i Jaume Rovira, que intenta sistematitzar la informació sobre aquests elements arquitectònics al terme de Subirats.